# Казмичёв, Михаил Матвеевич
Михаил Матвеевич Казмичёв (1897—1960) — советский переводчик, поэт, член Союза писателей СССР.

## Биография
Родился 21 ноября 1897 года в станице Каменской Области Войска Донского (ныне город Каменск-Шахтинский Ростовской области) в семье подъесаула, из дворян Войска Донского.
В 1916 году окончил Новочеркасскую гимназию имени Платова и поступил на историко-филологический факультет Варшавского университета, эвакуированного в Ростов-на-Дону. Во время Гражданской войны проживал в Ростове.
В 1925 году был секретарём редакции журнала «Жатва» — известно, что в 1925 году группа литераторов Ростова решила издавать журнал «Жатва». В. А. Мануйлов 27 сентября 1925 года обратился к Сергею Есенину с просьбой прислать для публикации несколько стихотворений:

«Если Вы поддержите новое литературное начинание, — писал В. Мануйлов, — и решите стихи в журнал дать, пришлите их, пожалуйста, прямо на адрес: Ростов-Дон, Старопочтовая, 125, Михаилу Матвеевичу Казмичёву. Это секретарь редакции. Очень интересный поэт, только теперь начинающий появляться в печати».

Позже Казмичёв переехал в Ленинград, занимался переводами с романо-германских языков. Были опубликованы в основном его переводы с испанского и французского. Много работал над переводами Гейне, Байрона, поэтов французского Возрождения (в сборнике «Поэты французского возрождения», Л., 1938). Часть его переводов из античной поэзии не опубликована до сих пор.
Во время блокады эвакуирован в Сталинабад. После войны жил в Москве.
Собственные стихи Казмичёва сохранились в основном в архиве В. Мануйлова. Первая представительная подборка была опубликована только в «Ежегоднике Рукописного отдела Пушкинского Дома» за 2003—2004 годы (СПб., 2007, С. 560—613).
Умер 24 сентября 1960 года в Москве.

## Семья
- Отец — Казмичёв (Казьмичёв) Матвей Матвеевич (1864 — 11 апреля 1929, Филадельфия, США) — донской литератор и общественный деятель, атаман Заокеанской казачьей станицы.
- Мать — Анна Ивановна, урождённая Смирнова.
- Сестра — переводчица и поэтесса Татьяна Казмичёва (1902—1990).
- Брат — художник Юрий Казмичёв (1907—1980)[3].